# Maō no Ore ga Dorei Elf o Yome ni Shitanda ga, Dō Medereba Ii?
Maō no Ore ga Dorei Elf o Yome ni Shitanda ga, Dō Medereba Ii? (jap. 魔王の俺が奴隷エルフを嫁にしたんだが、どう愛でればいい?) ist eine japanische Light-Novel-Reihe, die seit 2017 erscheint. Sie wird geschrieben von Fuminori Teshima und illustriert von COMTA. Die Geschichte erzählt von einem mächtigen, aber im sozialen Umgang unerfahrenen Zauberer, der sich eine Elfe kauft, in die er sich verliebt hat. Sie erhielt Adaptionen als Manga sowie als Anime-Fernsehserie. International wurde die Serie, darunter der Manga auf Deutsch, unter dem Titel An Archdemon’s Dilemma: How to Love Your Elf Bride bekannt.

## Inhalt
Zagan ist ein mächtiger Zauberer und wird von vielen gefürchtet, lebt aber zurückgezogen und verbringt seine Zeit mit dem einsamen Studium der Magie. Gelegentlich hilft er mit seinen Fähigkeiten anderen, wenn es ihm einen Vorteil bringt, so der heiligen Ritterin Chastille Lillqvist. Als der Erzdämon gestorben ist, wird er von seinem Kollegen Barbatos zur Auktion von dessen Besitztümern eingeladen. Bei der Auktion sieht Zagan das Sklaven-Elfenmädchen Nephelia, verliebt er sich sofort in sie und gibt ein Vermögen aus, um sie zu erwerben. Bei sich zuhause angekommen befreit er die Elfe und erklärt zu ihrer Überraschung, die nicht für Zauberexperimente einsetzen zu wollen, sondern von nun an mit ihr zusammenzuleben. Doch weiß er wegen seiner verkümmerten sozialen Fähigkeiten nicht, wie er überhaupt mit der Elfe umgehen soll, die er Nephy nennt. Die will ihrem neuen Herrn gefallen, ist aber ebenfalls ratlos im Umgang mit ihm. Nur langsam kommt die Beziehung der beiden voran. Zudem belastet sie, dass Zagan nach den Ausgaben bei der Aktion vorerst mittellos ist.

## Online- und Print-Veröffentlichungen
Die Light Novel erscheint seit Februar 2017 beim Verlag Hobby Japan, bisher erschienen 18 Bände. Eine Umsetzung als Manga, gezeichnet von Hako Itagaki, startete im Februar 2018 im Magazin Comic Fire, ebenfalls bei Hobby Japan. Die Kapitel wurden auch gesammelt in bisher 13 Bänden herausgebracht. Im Dezember 2021 startete ein Ableger unter dem Titel Akuyū no Ore ga Ponkotsu Kishi o Miterarenaindaga, Dō Sewa o Yakya Ii (悪友の俺がポンコツ騎士を見てられないんだが、どう世話を焼きゃいい？) im Magazin Fire Cross. Zu diesem erschienen bisher zwei Sammelbände.
Seit März 2025 wird der Manga in einer deutschen Fassung unter dem Titel An Archdemon’s Dilemma: How to Love Your Elf Bride von Dokico in bisher zwei Bänden veröffentlicht (Stand Juli 2025). Die Übersetzung stammt von Jacqueline Philippi. Auf Englisch erscheinen die Light Novel und beide Mangaserien bei J-Novel Club.

## Animeserie
Eine Adaption der Geschichte als Anime entstand unter der Regie von Hiroshi Ishiodori bei Brain’s Base. Die Drehbücher schrieb Aya Yoshinaga, teilweise unterstützt von Shingo Irie. Das Charakterdesign wurde von Mina Ōsawa adaptiert und die künstlerische Leitung lag bei Yukihiro Shibutani. Für die Kameraführung war Hayato Sekiya verantwortlich und Tonregie führte Haru Yamada.
Der Anime wurde im Oktober 2022 erstmals angekündigt. Die Fernsehserie mit zwölf Folgen wurde vom 4. April bis 21. Juni 2024 von den Sendern Tokyo MX, MBS und BS Asahi in Japan gezeigt. International wurde der Anime auf diversen Streaming-Plattformen in vielen Sprachen veröffentlicht, darunter mit deutschen Untertiteln bei Crunchyroll.

### Synchronisation
| Rolle               | japanischer Sprecher (Seiyū) |
| ------------------- | ---------------------------- |
| Nephy               | Kana Ichinose                |
| Zagan               | Yūsuke Kobayashi             |
| Foll                | Akane Misaka                 |
| Manuela             | Ayasa Itō                    |
| Chastille Lillqvist | Hana Hishikawa               |
| Barbatos            | Kishō Taniyama               |
| Raphael Hyurandell  | Tetsu Inada                  |

### Musik
Die Musik der Serie wurde komponiert von Yuma Yamaguchi. Für den Vorspann verwendete man das Lied Wakaranai Ai von The Brow Beat und der Abspann ist unterlegt mit Blue Star von Sayaka Yamamoto.